# Watermolen van Houtem
De Watermolen van Houtem is een watermolen op de Kleine Nete, nabij de Antwerpse plaats Kasterlee, gelegen aan Houtum 61.
Deze watermolen van het type onderslagmolen fungeerde als korenmolen.

## Geschiedenis
Al in 1248 werd melding gemaakt van een houten watermolen op deze plaats. In 1583 werd de molen tijdens de godsdiensttwisten in brand gestoken. In 1593 werd de molen herbouwd. In de 17e eeuw werd de molen uitgebreid tot dubbelmolen, waarbij de tweede molen fungeerde als oliemolen en volmolen.
In 1921-1923 werd de houten olie- en volmolen in steen herbouwd en ingericht als korenmolen. De oorspronkelijke korenmolen werd in 1926 gesloopt.
Het molenhuis is tegenwoordig verbouwd en in gebruik als hotel-restaurant. Het rad is nog aanwezig, evenals de maalinstallatie en twee steenkoppels. Het sluiswerk werd gesloopt. In 2008 werd een vistrap aangelegd.